# Records des Cavaliers de Cleveland
Cette page liste les records de l'équipe et des joueurs des Cavaliers de Cleveland depuis leur création en 1970.

## Records individuels en saison régulière
Légende: En Gras : joueurs encore en activité en NBA.

### En carrière
| Statistique             | Joueur             | Record |
| ----------------------- | ------------------ | ------ |
| Matchs joués            | LeBron James       | 849    |
| Points                  | LeBron James       | 23 119 |
| Passes décisives        | LeBron James       | 6 228  |
| Interceptions           | LeBron James       | 1 376  |
| Total de rebonds        | LeBron James       | 6 190  |
| Contres                 | Žydrūnas Ilgauskas | 1 269  |
| Tirs marqués            | LeBron James       | 8 369  |
| 3 points inscrits       | LeBron James       | 1 251  |
| Lancers francs inscrits | LeBron James       | 5 130  |
| Pertes de balles        | LeBron James       | 2 973  |

### Sur un match
| Statistique                | Joueur                                                            | Record | Date                                                                           |
| -------------------------- | ----------------------------------------------------------------- | ------ | ------------------------------------------------------------------------------ |
| Minutes                    | Mike Mitchell                                                     | 59     | 29 janvier 1980                                                                |
| Points                     | Donovan Mitchell                                                  | 71     | 2 janvier 2023                                                                 |
| Paniers marqués            | LeBron James                                                      | 23     | 3 novembre 2017                                                                |
| Paniers tentés             | Mike Mitchell LeBron James Kyrie Irving                           | 36     | 8 février 1980 18 février 1981 20 mars 2005 28 janvier 2015                    |
| Paniers à 3 points réussis | Kyrie Irving                                                      | 11     | 28 janvier 2015                                                                |
| Paniers à 3 points tentés  | Kyrie Irving                                                      | 19     | 28 janvier 2015                                                                |
| Lancers francs réussis     | LeBron James                                                      | 24     | 12 mars 2006                                                                   |
| Lancers francs tentés      | LeBron James                                                      | 28     | 12 mars 2006                                                                   |
| Rebonds défensifs          | Elmore Smith Cliff Robinson                                       | 21     | 2 février 1978 20 janvier 1983                                                 |
| Rebonds offensifs          | Michael Cage Žydrūnas Ilgauskas Anderson Varejão Tristan Thompson | 12     | 16 avril 1984 16 février 2005 25 novembre 2006 30 octobre 2010 31 octobre 2014 |
| Total rebonds              | Rick Roberson Anderson Varejão                                    | 25     | 4 mars 1972 2 janvier 2014                                                     |
| Passes décisives           | Geoff Huston                                                      | 27     | 27 janvier 1982                                                                |
| Interceptions              | Ron Harper                                                        | 10     | 10 mars 1987                                                                   |
| Contres                    | Larry Nance                                                       | 11     | 7 janvier 1969                                                                 |
| Balles perdues             | Ron Harper Žydrūnas Ilgauskas LeBron James                        | 11     | 22 février 1987 14 décembre 2002 26 janvier 2018                               |

## Records individuels en playoffs

### En carrière
| Statistique             | Joueur       | Record |
| ----------------------- | ------------ | ------ |
| Matchs joués            | LeBron James | 152    |
| Points                  | LeBron James | 4 573  |
| Passes décisives        | LeBron James | 1 188  |
| Interceptions           | LeBron James | 264    |
| Total de rebonds        | LeBron James | 1 388  |
| Contres                 | LeBron James | 162    |
| Tirs marqués            | LeBron James | 1 628  |
| 3 points inscrits       | LeBron James | 247    |
| Lancers francs inscrits | LeBron James | 1 070  |
| Pertes de balles        | LeBron James | 588    |

### Sur un match
| Statistique                | Joueur                                                          | Record | Date                                                            |
| -------------------------- | --------------------------------------------------------------- | ------ | --------------------------------------------------------------- |
| Minutes jouées             | LeBron James                                                    | 53     | 5 mai 2006                                                      |
| Points                     | LeBron James                                                    | 51     | 31 mai 2018                                                     |
| Paniers marqués            | Donovan Mitchell                                                | 22     | 3 avril 2024                                                    |
| Paniers tentés             | LeBron James                                                    | 38     | 4 juin 2015                                                     |
| Lancers francs réussis     | LeBron James                                                    | 18     | 24 mai 2009                                                     |
| Lancers francs tentés      | LeBron James                                                    | 24     | 24 mai 2009                                                     |
| Paniers à 3 points réussis | J. R. Smith Kevin Love                                          | 8      | 20 mai 2015 8 mai 2016                                          |
| Paniers à 3 points tentés  | Donovan Mitchell                                                | 16     | 15 avril 2023                                                   |
| Rebonds défensifs          | Brad Daugherty LeBron James Kevin Love                          | 16     | 9 mai 1993 13 mai 2010 1er juin 2017                            |
| Rebonds offensifs          | Žydrūnas Ilgauskas                                              | 10     | 12 juin 2007                                                    |
| Total rebonds              | Kevin Love                                                      | 21     | 1er juin 2017                                                   |
| Passes décisives           | Mark Price                                                      | 18     | 3 mai 1990                                                      |
| Interceptions              | Ron Harper Mark Price Hot Rod Williams Kevin Love Jarrett Allen | 6      | 8 mai 1988 1er mai 1993 29 avril 1995 7 juin 2017 28 avril 2025 |
| Contres                    | Nate Thurmond Larry Nance Žydrūnas Ilgauskas                    | 6      | 14 mai 1976 23 avril 1992 17 mai 2006                           |
| Balles perdues             | LeBron James                                                    | 10     | 25 avril 2006 6 mai 2008                                        |

## Records de la franchise

### Sur une saison
| Statistique                    | Record | Moyenne par match         | Saison    |
| ------------------------------ | ------ | ------------------------- | --------- |
| Points marqués                 | 9 999  | 121,9 points / match      | 2024-2025 |
| Rebonds                        | 4 098  | 50 rebonds / match        | 1971-1972 |
| Passes décisives               | 2 349  | 28,6 passes / match       | 1992-1993 |
| Interceptions                  | 814    | 9,9 interceptions / match | 1997-1998 |
| Contres                        | 621    | 7,6 contres / match       | 1991-1992 |
| Tirs marqués                   | 3 811  | 46,5 tirs / match         | 1979-1980 |
| Tirs tentés                    | 8 074  | 98,5 tirs / match         | 1971-1972 |
| Pourcentage au tir             | 50,2%  | /                         | 1988-1989 |
| 3 points marqués               | 1 303  | 15,9 tirs / match         | 2024-2025 |
| 3 points tentés                | 3 401  | 41,5 tirs / match         | 2024-2025 |
| Pourcentage à 3 points         | 40,7%  | /                         | 1989-1990 |
| Lancers francs marqués         | 1 867  | 22,8 tirs / match         | 1984-1985 |
| Lancers francs tentés          | 2 554  | 31,1 tirs / match         | 1986-1987 |
| Pourcentage aux lancers francs | 80,5%  | /                         | 1991-1992 |
| Pertes de balles               | 1 619  | 19,7 pertes / match       | 1986-1987 |

## 1Notes et références
1. ↑  (en) « Cleveland Cavaliers Career Leaders », sur Basketball-Reference.com (consulté le 3 février 2020)